# 美国陆军战争学院
美国陆军战争学院（英語：e；縮寫為USAWC）是一所位于美国宾夕法尼亚州卡莱尔卡莱尔军营（Carlisle Barracks）的美国陆军教育机构，提供研究生水平的军事教育。它每年招收约800名陆军军官，一半参加为期两年的远程学习课程，另一半参加为期十个月的校内全日制课程。完成学业后，毕业生将获得战略研究（Strategic Studies）硕士学位。